# Akiba Kornitzer

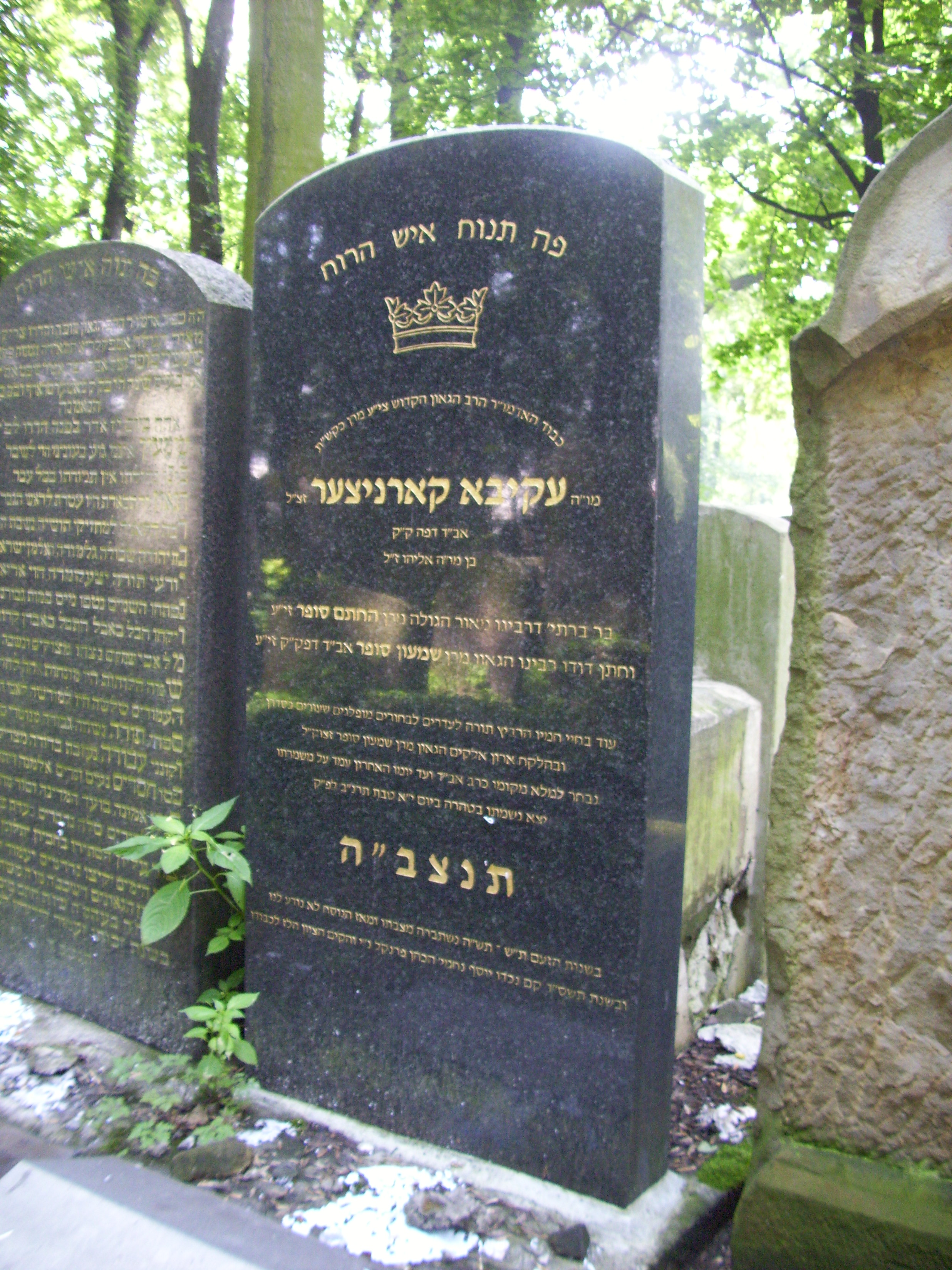
Grób Akiby Kornitzera na nowym cmentarzu żydowskim w Krakowie

Akiba Kornitzer (hebr. עקיבא קארניצער; ur. 1838, zm. 11 stycznia 1892 w Krakowie) – polski rabin, wieloletni dajan Krakowa.
Był synem Elijahu Kornitzera i jego żony Gitli, córki Mosze Schreibera (1762–1839) i siostry Szymona Schreibera (1820–1883). Miał wiele propozycji objęcia urzędu rabina w wielu miastach, w tym w Mattersdorfie, gdzie wcześniej posługę pełnił jego dziadek. Za każdym razem odmawiał i pozostał w Krakowie. Przez wiele lat pełnił funkcję dajana, czyli sędziego sądu rabinackiego. Jego żoną i zarazem kuzynką była Rajzla (zm. 1880), córka Szymona Schreibera.
Zmarł w Krakowie. Pochowany jest na nowym cmentarzu żydowskim przy ulicy Miodowej. Jego nagrobek został zniszczony podczas II wojny światowej. Po wojnie skromny nagrobek ufundował Jaakow Gross, natomiast najnowszy granitowy ufundował w 2004 jego wnuk Josef Nechemia Frenkel.